# Cactus Jack Records
Cactus Jack Records je nahrávací společnost (label) založená americkým rapperem a zpěvákem Travisem Scottem.
Mezi členy labelu patří Travis Scott, Sheck Wes, Don Toliver, SoFaygo, Chase B a WondaGurl.
Label má také vlastní publikační divizi Cactus Jack Publishing.

## Historie
V březnu 2017 Travis Scott oznámil, že zakládá nahrávací společnost pod názvem Cactus Jack Records. Během rozhovoru Scott řekl: „Nedělám to, abych měl finanční kontrolu nad svou hudbou. Chci v první řadě pomoci dalším umělcům, uvádět nová jména, poskytovat příležitosti. Chci pro ně dělat to, co se mi stalo, ale lépe.“ V září 2017 americký rapper Smokepurpp podepsal s labelem smlouvu, ale odešel někdy v pozdější části roku 2019. 21. prosince 2017 vydalo hip-hopové duo Huncho Jack (skládající se z Travise Scotta a Quava z hip-hopového tria Migos) pod tímto labelem své debutové album Huncho Jack, Jack Huncho. Huncho Jack, Jack Huncho se umístilo na 3. místě v žebříčku Billboard 200.
V únoru 2018 se k labelu připojil newyorský rapper Sheck Wes, který zároveň působí ve vydavatelstvích Interscope Records a labelu GOOD Music založeném Kanye Westem. 10. března oznámil Sheck Wes své debutové studiové album s názvem Mudboy, které vyšlo 5. října. 3. srpna vydal Travis Scott své třetí studiové album Astroworld. Později téhož měsíce se k labelu připojil houstonský rapper Don Toliver poté, co spolupracoval na písni „Can't Say“ z alba Astroworld, které se umístilo na 1. místě v žebříčku Billboard 200. V tomto žebříčku se umístilo na 17. místě i album Mudboy od Sheck Wese.
29. listopadu 2019 Travis Scott oznámil první kompilační album labule s názvem JackBoys, které vyšlo 27. prosince téhož roku. Album se v roce 2020 umístilo na 1. místě v žebříčku Billboard 200 a stalo se tak první jedničkou tohoto desetiletí.
13. března 2020 vydal Don Toliver pod labelem své debutové studiové album s názvem Heaven or Hell, na kterém se objevily tři největší hity alba: „No Idea“, „Can't Feel My Legs“ a „Had Enough“ – (feat. Quavo & Offset). Album obsadilo 7. příčku žebříčku Billboard 200. 24. dubna Travis Scott a Kid Cudi vydali píseň s názvem „The Scotts“, jenž nesla stejný název jako jejich duo.  21. července 2020 podepsala kanadská hudební producentka a blízká spolupracovnice Travise, WondaGurl, celosvětovou vydavatelskou smlouvu s vydavatelskou divizí Cactus Jack, Cactus Jack Publishing a Sony/ATV Music Publishing, ve spojení s vlastní nahrávací a vydavatelskou společností Wonderchild Music.
24. června 2021 oznámil Travis spolupráci mezi Cactus Jack a módní značkou Dior, jejíž kolekce pánského oblečení byla následujícího dne odhalena v přímém přenosu na módní přehlídce v Paříži, který doprovázely úryvky písni z nadcházejícího Scottova čtvrtého studiového alba Utopia.

## Seznam interpretů

### Současní interpreti
| Interpret    | V labelu od roku | Vydáno projektů (pod labelem) | Poznámky                                            |
| ------------ | ---------------- | ----------------------------- | --------------------------------------------------- |
| Travis Scott | 2017             | 3                             | Zakladatel, současně v Epic Records a Grand Hustle. |
| Sheck Wes    | 2018             | 2                             | Současně v Interscope Records a GOOD Music.         |
| Don Toliver  | 2018             | 2                             | Současně v Atlantic Records a We Run It.            |
| Luxury Tax   | 2019             | 1                             | Současně v 808 Mafia West.                          |
| SoFaygo      | 2021             | 0                             |                                                     |

### Bývalí interpreti
| Interpret  | Doba působení pod labelem | Vydáno projektů (pod labelem) | Poznámky                   |
| ---------- | ------------------------- | ----------------------------- | -------------------------- |
| Smokepurpp | 2017–2019                 | Žádný                         | Odchod z neznámého důvodu. |

### Producenti labelu
| Interpret                           | Doba působení pod labelem        | Vydáno projektů (pod labelem)    | Poznámky                                                                        |
| Jako součást Cactus Jack Records    | Jako součást Cactus Jack Records | Jako součást Cactus Jack Records | Jako součást Cactus Jack Records                                                |
| ----------------------------------- | -------------------------------- | -------------------------------- | ------------------------------------------------------------------------------- |
| Chase B                             | 2017–současnost                  | 0                                | Současně v Columbia Records.                                                    |
| Jako součást Cactus Jack Publishing |                                  |                                  |                                                                                 |
| WondaGurl                           | 2020–současnost                  | 0                                | Současně v její vlastní nahrávací a vydavatelské společnosti Wonderchild Music. |

## Diskografie
Label oficiálně vydal čtyři studiová alba a jedno kompilační album.

### Studiová alba
| Rok                   | Popis | Detaily                                                       |
| --------------------- | --- | ------------------------------------------------------------- |
| 2017                  | Huncho Jack – Huncho Jack, Jack Huncho - Vydáno: 21. prosince 2017 - Labely: Cactus Jack, Grand Hustle, Quality Control, Epic Records, Motown Records, Capitol Records - Formáty: CD, LP, streamování | - Příčka: č. 3 (v USA) - Certifikace RIAA: necertifikováno    |
| 2018                  | Travis Scott – Astroworld - Vydáno: 3. srpna 2018 - Labely: Cactus Jack, Grand Hustle, Epic Rercords - Formáty: CD, LP, streamování                                                                   | - Příčka: č. 1 (v USA) - Certifikace RIAA: 3x platinová deska |
| 2018                  | Sheck Wes – Mudboy - Vydáno: 5. října 2018 - Labely: Cactus Jack, Interscope Records, GOOD Music - Formáty: digitální stahování, streamování                                                          | - Příčka: č. 17 (v USA) - Certifikace RIAA: Zlatá deska       |
| 2020                  | Don Toliver – Heaven or Hell - Vydáno: 13. března 2020 - Labely: Cactus Jack, Atlantic Records - Formáty: CD, LP, digitální stahování, streamování                                                    | - Příčka: č. 7 (v USA) - Certifikace RIAA: Zlatá deska        |
| 2023                  | Travis Scott – Utopia - Vydáno: 28. července 2023 - Labely: Cactus Jack, Epic Records | - Příčka: č. 1 (v USA) - Certifikace RIAA: necertifikováno    |
| Nadcházející projekty | Chase B – Escapism (s Donem Toliverem) - Vydání: očekáváno - Labely: Cactus Jack, Columbia Records | - Příčka: bez umístění - Certifikace RIAA: necertifikováno    |
| Nadcházející projekty | Sheck Wes – Hell 2 Paradise - Labely: Cactus Jack, Interscope Records, GOOD Music | - Příčka: bez umístění - Certifikace RIAA: necertifikováno    |

### Kompilační alba
| Rok  | Popis | Detaily                                                |
| ---- | --- | ------------------------------------------------------ |
| 2019 | JackBoys (Travis Scott, Don Toliver, Sheck Wes, Luxury Tax, Chase B) - Vydáno: 27. prosince 2019 - Labely: Cactus Jack, Epic Records - Formáty: CD, LP, kazety, digitální stahování, streamování | - Příčka: č. 1 (v USA) - Certifikace RIAA: Zlatá deska |

### Písně umístěné na vyšších příčkách
| Píseň                                                | Rok  | Pozice umístění | Pozice umístění | Pozice umístění | Pozice umístění | Pozice umístění | Album    |
| Píseň                                                | Rok  | USA             | USA R&B/HH      | AUS             | KAN             | UK              | Album    |
| ---------------------------------------------------- | ---- | --------------- | --------------- | --------------- | --------------- | --------------- | -------- |
| „Gang Gang“ (s Sheck Wesem)                          | 2020 | 48              | 22              | 63              | 40              | 52              | JackBoys |
| „Out West“ (s Travisem Scottem a Young Thug)         | 2020 | 38              | 15              | 79              | 29              | —               | JackBoys |
| „What to Do?“ (s Travisem Scottem a Donem Toliverem) | 2020 | 56              | 26              | 86              | 38              | 57              | JackBoys |
| „Gatti“ (s Pop Smokem a Travisem Scottem)            | 2020 | 69              | 33              | —               | 61              | 59              | JackBoys |